# Anthophora
Anthophora Latreille, 1803 è un genere di imenotteri apoidei della famiglia Apidae (sottofamiglia Apinae, tribù Anthophorini).

## Descrizione
L'aspetto è molto simile a quello del genere Amegilla, da cui si distingue per la presenza di un arolio tra le unghia del tarso.
La nervatura alare presenta gli elementi morfologici tipici degli Anthophorini:
- la cellula marginale, larga ad apici arrotondati, è relativamente corta, più corta delle tre cellule submarginali messe insieme
- la terza cellula sub-marginale è più piccola della somma della prima e della seconda
- la seconda cellula marginale non è mai incassata sotto la prima
- la seconda e la terza vena trasversa hanno simile lunghezza
- la prima vena ricorrente raggiunge la vena-M circa a metà strada tra la prima e la seconda vena trasversa, vicino al centro della seconda cellula sub-marginale
- la terza vena cubitale-trasversa incrocia vicino al centro della cellula radiale

## Biologia
Sono api solitarie che nidificano prevalentemente in semplici cavità scavate nel suolo, nel legno secco o in cavità preesistenti: ciascuna femmina, dopo la fecondazione, costruisce un nido formato da una serie di cellette, poi le riempie di nettare e di polline impastati, ed in ultimo depone un uovo in ciascuna celletta. Alcune specie di Anthophora riempiono le loro celle di miele liquido, nel quale lasciano galleggiare le uova. Le larve si sviluppano esclusivamente grazie a queste provviste, senza ricevere ulteriore cura dalla madre.

## Distribuzione
Il genere Anthophora ha una distribuzione pressoché cosmopolita anche se prevalentemente centrata nell'emisfero boreale (olartica); è assente in Australia.

## Tassonomia
Con oltre 350 specie è il genere più numeroso della tribù Anthophorini(in passato considerata una famiglia a sé stante, Anthophoridae).
In Italia sono presenti le seguenti specie:
- Anthophora agama Radoszkowski, 1869
- Anthophora atroalba Lepeletier, 1841
- Anthophora balneorum Lepeletier, 1841
- Anthophora belieri Dours, 1869
- Anthophora biciliata Lepeletier, 1841
- Anthophora bimaculata (Panzer, 1798)
- Anthophora canescens Brullé, 1832
- Anthophora crassipes Lepeletier, 1841
- Anthophora dispar Lepeletier, 1841
- Anthophora dufourii Lepeletier, 1841
- Anthophora femorata (Olivier, 1789)
- Anthophora fulvipes Eversmann, 1846
- Anthophora fulvitarsis Brullé, 1832

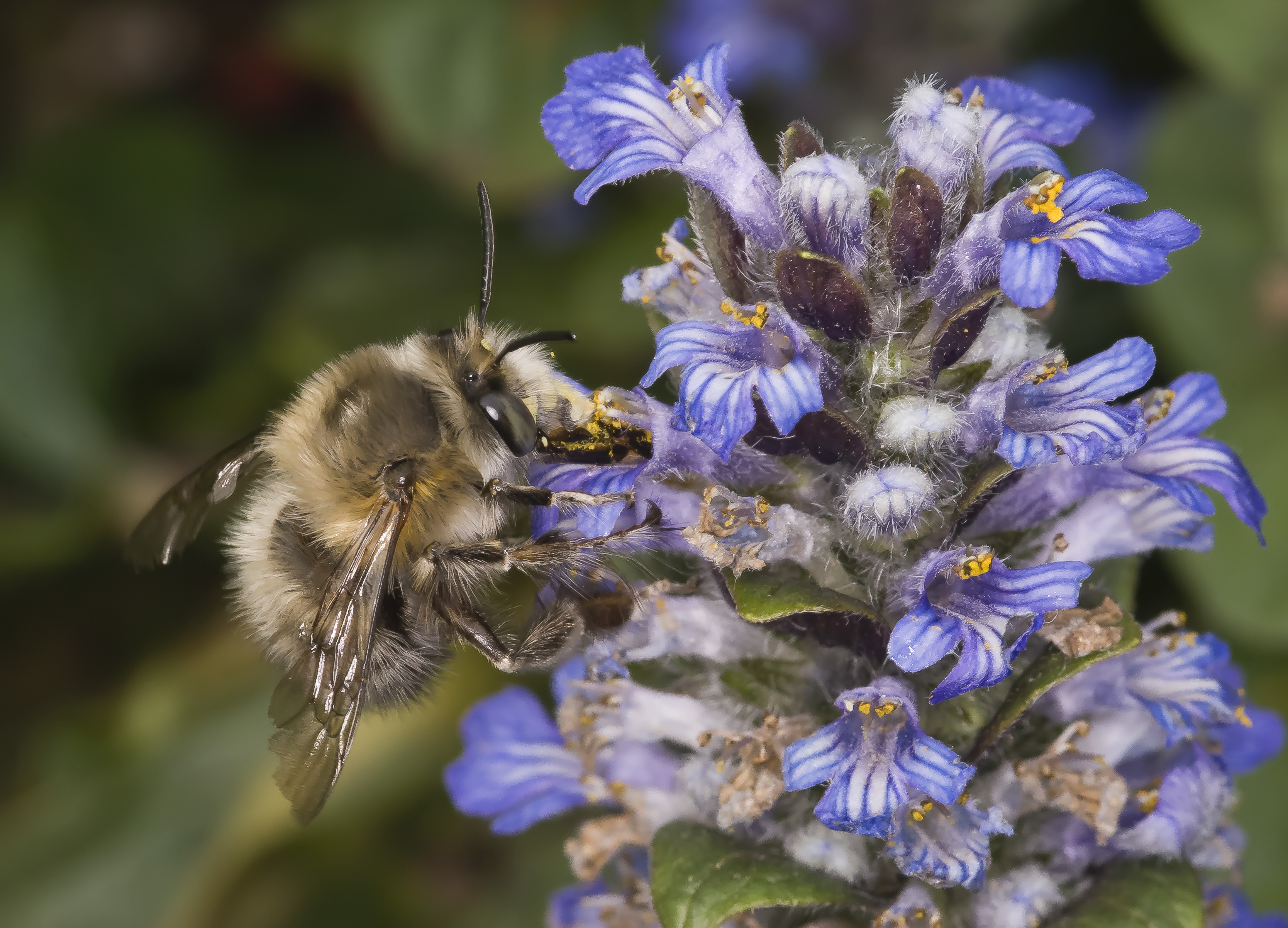
Anthophora plumipes

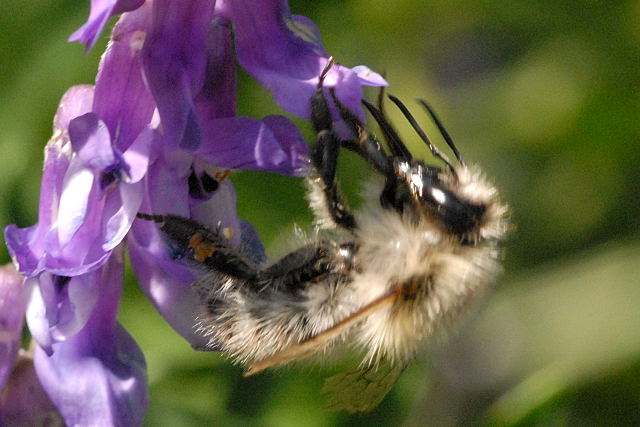
Anthophora quadrimaculata

- Anthophora fulvodimidiata Dours, 1869
- Anthophora furcata (Panzer, 1798)
- Anthophora laevigata Spinola, 1808
- Anthophora larvata Giraud, 1863
- Anthophora plagiata (Illiger, 1806)
- Anthophora plumipes (Pallas, 1772)
- Anthophora podagra Lepeletier, 1841
- Anthophora pruinosa Smith, 1854
- Anthophora pubescens (Fabricius, 1781)
- Anthophora quadricolor (Erichson, 1840)
- Anthophora quadrimaculata (Panzer, 1798)
- Anthophora retusa (Linnaeus, 1758)
- Anthophora robusta (Klug, 1845)
- Anthophora salviae (Panzer, 1804)
- Anthophora senescens Lepeletier, 1841
- Anthophora sichelii Radoszkowski, 1868
- Anthophora subterranea Germar, 1826
- Anthophora uniciliata Sichel, 1860